# Saturday Night (canción de Natalia Kills)
«Saturday Night» es una canción grabada por la artista inglesa Natalia Kills de su segundo álbum de estudio, Trouble (2013). La canción fue lanzada el 28 de junio de 2013 como segundo sencillo del álbum. Escrita por el productor discográfico estadounidense Jeff Bhasker y Kills, la canción enfrenta los temas de "la juventud y el desencanto desperdiciado", mientras se discute que crecen en un hogar con violencia doméstica. Instrumental-sabio, es una canción synthpop midtempo con influencias del new wave.
La canción recibió críticas muy favorables de los críticos:. Muchos describieron el sencillo como "personal" y "fascinante", aunque en general se considera que un "importante evolución en el sonido y la sustancia" La canción entró en el Nuevo Oficial Zelanda Music Chart en el número treinta y cuatro.
Guillaume Doubet, un colaborador de muertes frecuentes, dirigió el video musical de la canción, el cual fue filmado en Los Ángeles. Representa principalmente la relación del cantante con sus padres, ya que empieza a "espiral", junto con las sugerencias de la violencia doméstica, el negocio ilegal y la adicción a las drogas. Fue lanzado el 10 de julio de 2013 al críticas positivas, que se describe como "un perfecto acompañante visual" de la canción.

## Génesis y composición
La pista es producida por Jeff Bhasker, quien anteriormente colaboró en su álbum debut Perfeccionist, escrito por la propia cantante. Tiene que ver con el problema de la juventud y el desencanto que los adolescentes se enfrentan a algunos eventos en vivo. También se explica las experiencias de la artista durante su juventud. La violencia doméstica en mi madre y penas de prisión de su padre se encuentran entre otras ciudades. Acerca de la escritura de la canción, así como el único problema, dijo: "Fue muy difícil para componer estas canciones porque tenía que enfrentarse a algunos sentimientos reprimidos y admitir que yo era una verdadera nube fautrice . En cambio, desde el momento en que empecé a escribir, no podía parar. Era como una confesión. En una entrevista con la revista Teen Vogue EE. UU., Kills explicó el significado del título:
"Saturday Night es la banda sonora de mi vida. Cuando tenía casi 14 años, me fui de mi casa y conseguí un trabajo, pensando que iba a convertirse en una gran celebridad de la televisión. Yo estaba decidida a tener éxito. Pensaba constantemente que todo estaba bien, entonces no es el caso, mientras que a mí misma que yo no pensaba. La canción habla de la perseverancia para continuar incluso cuando todo parece imposible. Se trata de ser buena, mientras que no hay nada.
La canción se dio a conocer al público por primera vez el 8 de mayo de 2013 durante un espectáculo en el recuadro que figura en una fiesta organizada por la revista Untitled. Kills cantó Saturday Night, como otro título del álbum Boy`s Don`t Cry. El 28 de junio de ese año, la canción, así como su cubierta fueron revelados en el sitio web de American Idolator. El mismo día, se vende en la mayoría de Europa y África del Sur, y luego en los siguientes días, ve su publicación y propagación en América del Norte, Asia y Oceanía.
Saturday Night adopta el estilo pop urbano, dejando los tonos más oscuros presentadas en Perfectionist. Se inicia con una melodía de guitarra definitiva, inspirada en Nancy Sinatra, continúa con un ritmo con un tempo medio. Líneas como "Vamos, beso y reír con licor / Otro maletín lleno de dinero" y "Nosotros brillamos como estrellas en pequeños pueblos / A través de los mejores días de nuestras vidas". El coro comienza donde Kills repite el nombre de la pista mientras cantaba en varias ocasiones su "Whoa-oh." A continuación, siga los versos con otras líneas como "El chico que besé no sabe mi nombre / Las lágrimas que lloro gusto toda la culpa" y "Yo soy un adolescente tragedia maldita" de calificación.

## Crítica
Hasta el momento tanto la canción como el video ha sido el tema de mayor éxito de la cantante, aunque no ha tenido buena publicidad es la canción más personal de Natalia.

## Video
El video, dirigido por el cineasta William Doubet se filmó en Los Ángeles en mayo de 2013. El primer fotograma del clip, que se utiliza como cubierta para el sencillo. La fotografía, se capturaro en un video en 1992 y muestra a Natalia como una niña. El cortometraje se publicó el 10 de julio del mismo año en la plataforma digital Vevo. Se abre con una secuencia que muestra la madre ficticia de Kills disfrazar su ojo lesionado. Varios disparos luego retratan la cantante en una habitación con sus padres, que luchan continuamente. Algunas escenas dejan entonces sugerir problemas de la violencia doméstica y las drogas. Natalia Kills, sonriendo a pesar de las lágrimas que se apoderó de ella, finalmente salió de la habitación antes de volver a sentarse en un sofá con dos parientes ficticios. Juntos, ellos ven una televisión Vídeos radiodifusión filmados mientras que la cantante era todavía una niña. Esta última escena sugiere que algunos granos de verdad están en el origen del cortometraje.
El vídeo está en general bien recibido por la prensa. Muuuse periódico dice que es "desgarrador, causando ... y fácilmente uno de los mejores clips de Natalia, mientras que la revisión Somos Escorias Pop descritos como pesado-dramático y glamoroso. Del mismo modo, el sitio web Idolator afirma que el video es "oscuro, atormentado y personal", alabando la sinceridad y vulnerabilidad que la artista expresa. En el mismo sentido, el diario Kick Kick Caja elogio la honestidad del video, diciendo: maravillosamente a través de escenas complejas, historia brutalmente honesto de la infancia es desgarradora
- Datos: Q14685880